# Битка код Стефанијане
Битка код Стефанијане је вођена у другој половини маја 1344. године између српских оклопника под командом војводе Прељуба и турских морнара који су се пешице повлачили ка Христопољу и Дарданелима. Користећи се ратним лукавством, Турци су потукли српску коњицу. Сама битка је представљала мањи окршај, а дошла је као последица сукоба произашлих из грађанског рата у Византији. Она сама, као и њен исход, нису битно утицали на даља дешавања у рату, а њен историјски значај лежи у чињеници да она представља први сукоб Срба и Турака на Балканском полуострву (Новак Гребострек је ратовао против Турака у Малој Азији 1312).

## Дешавања пре битке
Грађански рат у Византији између оних који су подржавали Јована (VI) Кантакузина (1347—1354) и оних који су подржавали Јована V Палеолога (1341—1376) започео је смрћу Андроника III (1328—1341) 1341. године, а већ од 1342. године Кантакузинов савезник је постао краљ Душан (краљ 1331—1345, цар 1346—1355). Средином наредне године долази до разлаза међу њима и Душан прелази на страну младог Палеолога, а Кантакузин нове савезнике налази у малоазијским Турцима.
Турци предвођени Умуром (1334—1348) су покушали да заузму Солун, али њихова неорганизована опсада није успела. Њихова флота је на повратку претрпели пораз у борби са здруженом хришћанском флотом (Јовановци, Кипрани, Млечани), тако да је део морнара флоте емира од Смирне био принуђен да се пешице упути ка Дарданелима, не би ли се вратили кући. Краљ Душан је на њих послао одред својих оклопника предвођених војводом Прељубом, са наређењем да их стигну и униште на лицу места.

## Ток битке
Српски оклопници су турске морнаре сустигли код Стефанијане, недалеко од Бешичког језера на северу Халкидикија. Пред њиховим налетом, Турци су се повукли на врх брда, обраслог густим растињем, уз које коњаници нису могли да се попну. Они су због тога сјахали са коња, које су оставили у подножју и пешице се упутили уз брдо. Користећи се новонасталом ситуацијом, Турци су се брзо спустили са брда и заробили српске коње. Оклопници су након тога били приморани да крену да силазе низ брдо да би се обрачунали Турцима.
У подножју је дошло до борбе у којој су турски морнари потукли српске оклопнике који су им се нашли на путу. Превагу Турцима донели су коњи, али и њихова далеко већа покретљивост у односу на тешко оклопљене коњанике, приморане да се боре на ногама, уместо на коњима. Део српских снага је уништен у борби, након које су Турци наставили свој пут ка Дарданелима.